# Glen Allen (Missouri)
Glen Allen è un villaggio degli Stati Uniti d'America, situato nello Stato del Missouri, nella contea di Bollinger.